# Friedrich Maurer (Handballspieler)
Friedrich „Fritz“ Maurer (* 18. Juni 1912; † 10. Juli 1958) war ein österreichischer Handballspieler.

## Biografie
Maurer gehörte bei den Olympischen Sommerspielen 1936 in Berlin der österreichischen Handballauswahl an, die im Feldhandball die Silbermedaille gewann.